# Vestfjarðavegur
La Vestfjarðavegur (60) è una strada che segue la costa meridionale della penisola Vestfirðir in Islanda. Partendo dalla Hringvegur, punta verso la costa sud della penisola in direzione di Búðardalur, per poi proseguire verso Dynjandi e raggiungere infine Ísafjörður.

## Galleria d'immagini

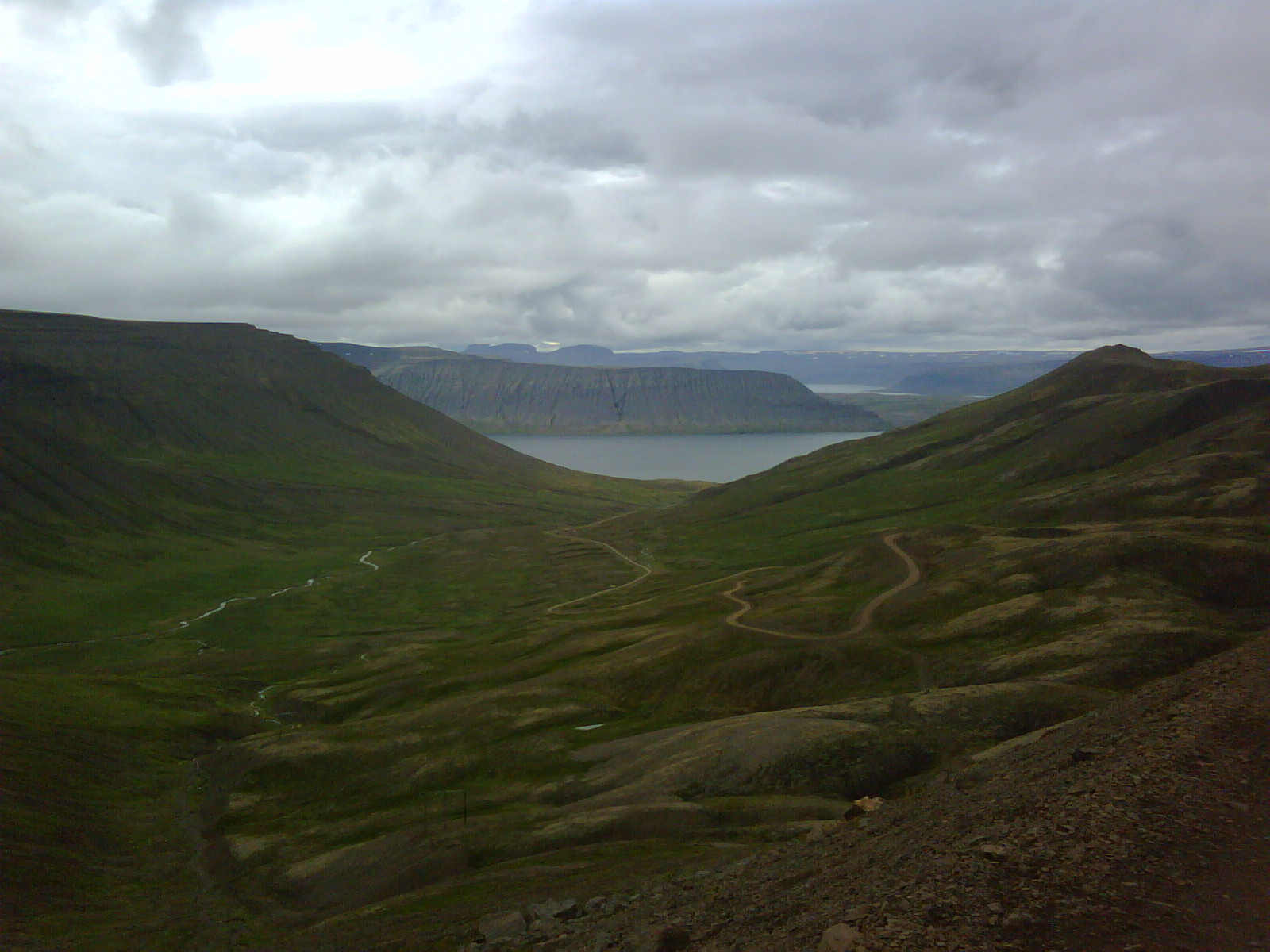
Strada numero 60
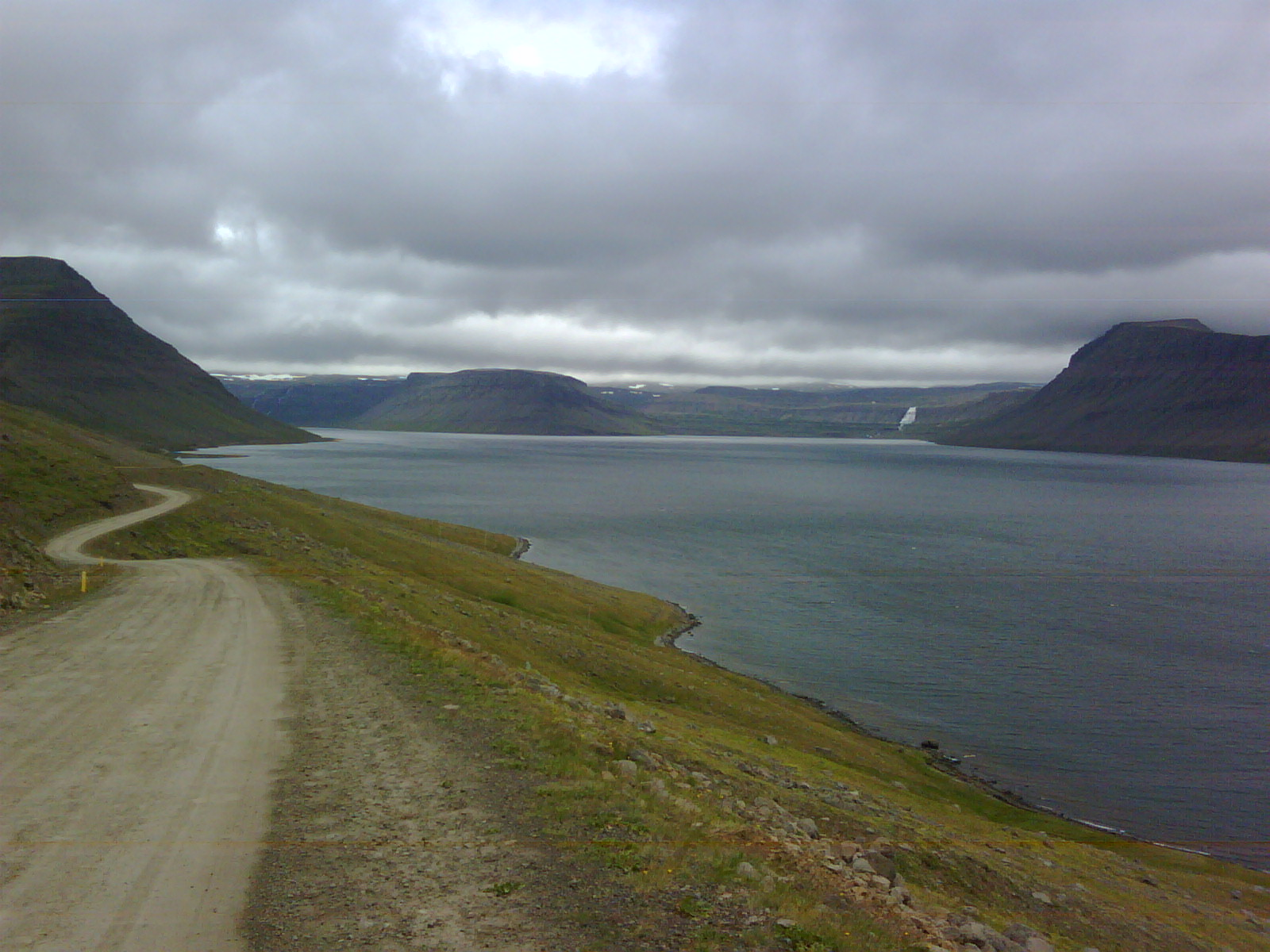
Fiordo lungo la 60
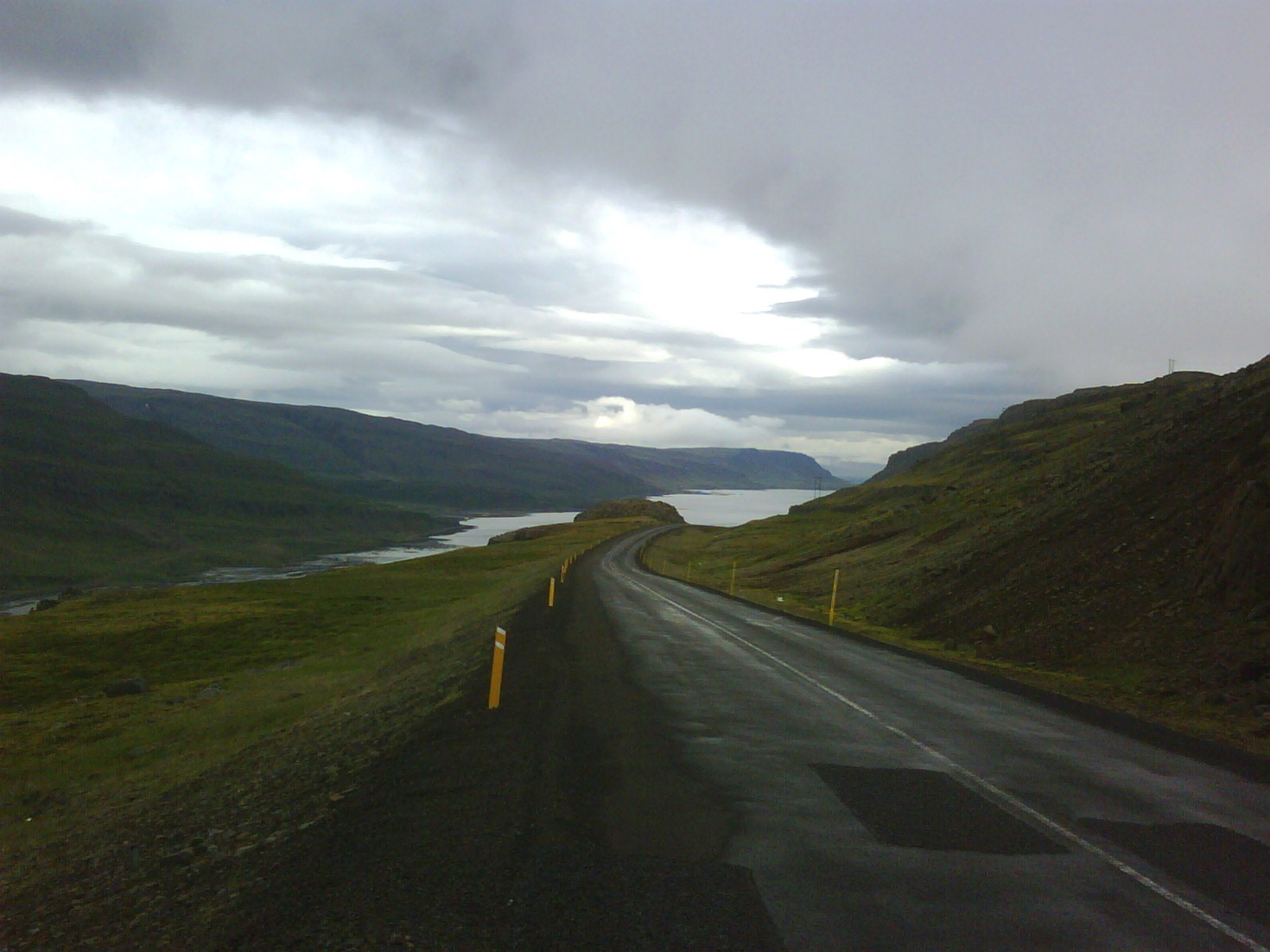
Strada 60
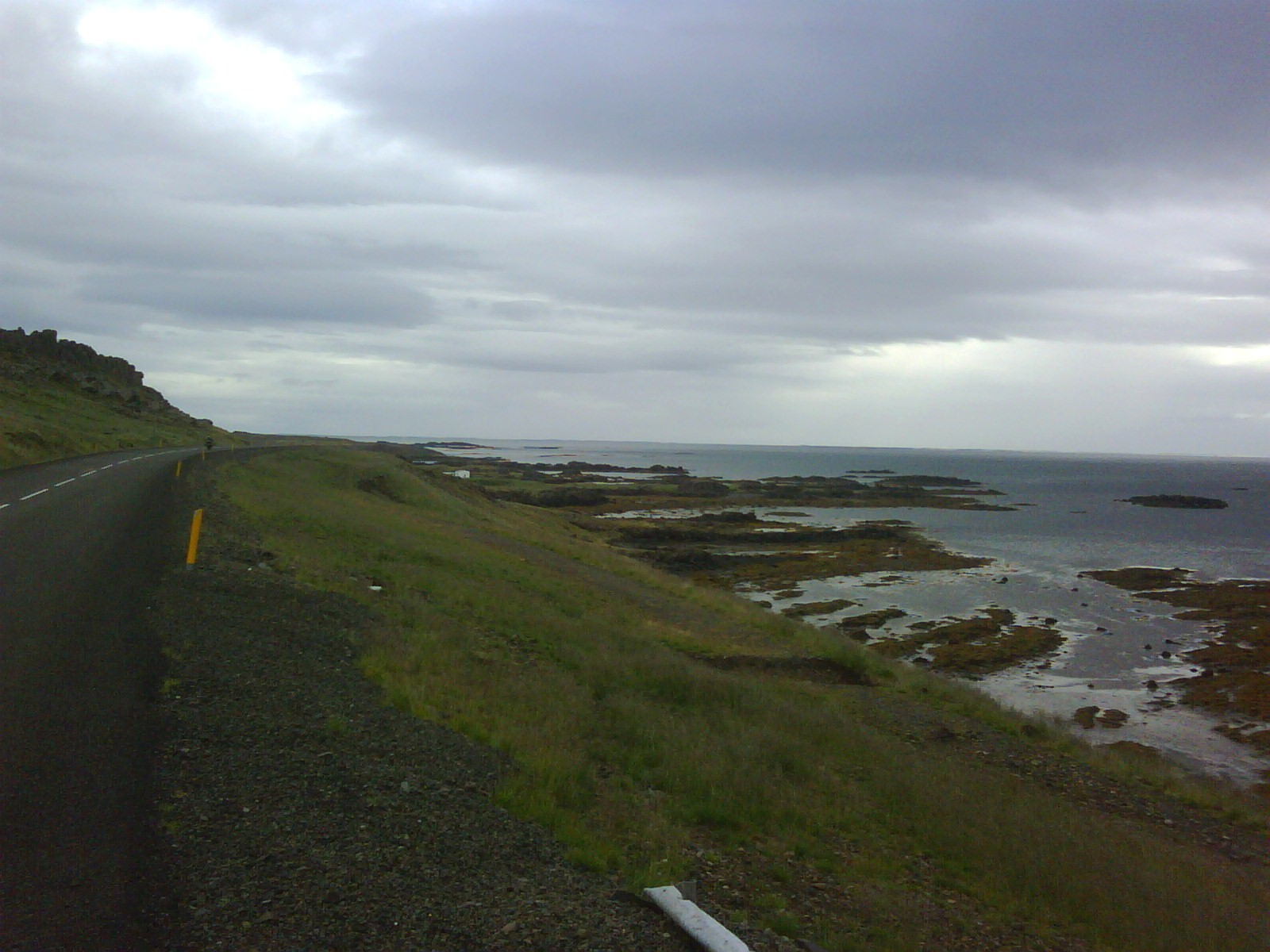
Costa lungo la 60